# کریستوفر شای
کریستوفر شای (انگلیسی: Christopher Shy؛ زادهٔ) که با نام مستعار «رونین» نیز شناخته می‌شود، هنرمند و طراح اهل ایالات متحده آمریکا است.